# Adam Burkacki
Adam Burkacki (Burchacki) herbu Odrowąż – sędzia ziemski nowogrodzkosiewierski w latach 1665–1671, cześnik czernihowski w latach 1647–1663, dworzanin królewski w 1646 roku, sekretarz królewski.
Deputat z województwa czernihowskiego na Trybunał Główny Koronny w 1646/1647 roku. Poseł sejmiku włodzimierskiego województwa czernihowskiego na sejmy 1650, 1653, 1654 (I), 1658, 1659, 1661, 1665, 1666 (I), 1666 (II), 1667, na sejm nadzwyczajny 1668 roku, na sejm nadzwyczajny 1670 roku. Jako poseł na sejm 1659 roku wyznaczony do lustracji dóbr królewskich do Rusi, Podola i  Bełza.
Był elektorem Michała Korybuta Wiśniowieckiego z województwa czernihowskiego w 1669 roku.